# Tanaga
Tanaga (en anglès: Tanaga Island; en aleutià: Tanax̂ax) és una illa que es troba a l'oest de les illes Andreanof, al sud-oest de les illes Aleutianes, Alaska. Amb una extensió de 530 km² fa que sigui la 33a més gran dels Estats Units. El seu punt culminant és el mont Tanaga (en aleutià Kusuuginax), un volcà que s'eleva fins als 1.806 msnm.
L'illa es troba uns 62 quilòmetres a l'oest d'Adak, l'illa habitada més propera. A Tanaga no hi ha població permanent, però sí diverses cabanes i alguns pobles aleutians al costat est de l'illa.
El juliol de 1943 l'illa va ser emprada com un cap d'aterratge d'emergència de la marina estatunidenca com a complement de la Base Naval d'Operacions d'Adak. L'indret fou abandonat el 1945, tot i que la torre de control encara apareix en algunes cartes nàutiques.